# Batalha de Cerro Gordo
A Batalha de Cerro Gordo, ou Batalha de Sierra Gordo, foi uma batalha travada em 18 de abril de 1847 pelos exércitos do México e dos Estados Unidos na chamada Guerra Mexicano-Americana. As tropas dos Estados Unidos lideradas por Winfield Scott era maior do que a unidade do exército mexicano de Antonio López que encarou uma posição defensiva do forte.

## Batalha
Forças dos Estados Unidos capturaram o porto de Veracruz em 27 de março de 1847. Depois disso, o general Winfield Scott avançou para Cidade do México. General Antonio López de Santa Anna, as forças mexicanas de comando na área, bloqueou a marcha de Scott em Cerro Gordo, perto de Xalapa, com mais de 12 000 soldados em um desfiladeiro fortificado. Representado foram os remanescentes da Divisão do Norte (5 650 no total: 150 Artilharia, Infantaria 4 000 e 1 500 Cavalaria: Brigada Ampudia (os 3ª, 4ª, 5ª e 11ª regimentos de infantaria de linha), a Brigada Vasquez (o 1ª, 2ª, 3ª e 4ª Regimentos de Infantaria Luz) e a Brigada de Cavalaria Juvera (5ª, 9ª Morelia e os regimentos de cavalaria Coraceros); reforços, além do Capitólio: A Brigada Rangel (o 6 ª regimento de infantaria, Granadeiros da Guarda, batalhões, Libertad e Galeana dois esquadrões de cavalaria e oito canhões), a Brigada Pinzon, a Brigada Arteaga (o Batalhões Puebla Activo e Natl Guardas) e a Divisão de Cavalaria especial Canalizo.
Corpo de Engenheiros do exército capitão Robert E. Lee descobriu uma trilha de montanha perto da posição de Antonio López. General Scott moveu-se rapidamente o corpo principal de seu comando ao longo da trilha, para fora do flanco os mexicanos. A ação acentuada seguiu em 18 de abril de 1847, as forças de Antonio López de encaminhamento.

## Consequências
Os mexicanos perderam 1 000 homens mortos e feridos, com um adicional de 3 000 homens feitos prisioneiros. Estados Unidos baixas composta de 64 mortos e 353 feridos. General Antonio López, pego de surpresa pelo 4ª Regimento da Infantaria voluntária de Illinois, foi obrigado a cavalgar sem sua perna artificial, que foi capturada e ainda está em exibição no Museu Militar do Estado de Illinois em Springfield, Illinois.
Esta batalha tem sido chamada de "Batalha das Termópilas do Ocidente", porque o uso do terreno foi semelhante à manobra de que os persas usaram para eventualmente derrotar os gregos. Durante o tumulto, os membros do Batalhão de São Patrício, desde os mexicanos com a maior oposição à forças dos Estados Unidos nesta batalha. Este batalhão foi composto principalmente de soldados da Europa que tinham se alistou no Exército dos Estados Unidos, quando eles chegaram na América, mas por uma variedade de razões eles desertaram para lutar contra os mexicanos nos Estados Unidos. Eles tinham mais medo de ser capturados pelos americanos - sendo desertores - levando-os a ameaçar com o fogo amigo do companheiro combatentes mexicanos com a intenção de recuar ou render-se. Por causa de um compromisso de artilharia pesada pelos norte-americanos, os membros do batalhão tiveram que passar a maior parte do seu tempo de voltar no ataque inimigo e, portanto, é improvável que mais do que uns poucos incidentes "fogo amigo" de fato ocorreram.
Scott mudou-se para Puebla, a 120 km da Cidade do México, onde ele se aposentou em 15 de maio de 1847. Havia cinco oficiais superiores da sociedade de Scott do corpo de engenheiros que eram de interesse histórico significativo; Capitão Robert E. Lee, capitão George B. McClellan, capitão Joseph E. Johnston, tenente John G. Foster e o tenente P.G.T. Beauregard. Todos passaram a servir como generais da Guerra Civil Americana (1861 - 1865).